# Yücel Sivri
Yücel Sivri (* 1961 in İzmit, Türkei) ist ein türkischer Germanist, Althistoriker, Schriftsteller und Übersetzer.

## Leben
Sivri kam im Alter von acht Jahren mit seinen Eltern nach West-Berlin. Seitdem lebt er in Berlin, nur unterbrochen von einem Internatsaufenthalt in Istanbul, während dessen er auch das Abitur machte. Von 1981 bis 1986 war Sivri Student der Mathematik an der Technischen Universität Berlin. Hervorgetreten ist er allerdings mit literarischen Übersetzungen und Arbeiten für zweisprachige Literaturzeitschriften (z. B. Parantez, Köz, Ekinti, Gezgin). In den 1990er Jahren schrieb er auch für die in Istanbul erscheinende avantgardistische Literaturzeitschrift Şiiratı. In Deutschland veröffentlichte er bereits 1985 seinen ersten eigenständigen türkischsprachigen Lyrikband: Saatçi Parmakları Vardır Hazzın. Später hatte er auch Publikationen in der Türkei. Von 1997 bis 2002 studierte er an derselben Universität Germanistik (Schwerpunkt: Neuere Deutsche Philologie) und Geschichte (Schwerpunkt: Griechisch-Römische Antike). Yücel Sivri promovierte ab 2008 an der TU Berlin. Neben Deutsch, Englisch und Türkisch sind ihm einige alte Sprachen geläufig, u. a. Latein und Altgriechisch. Sivri hat in der türkischen Redaktion des ehemaligen Radio Multikulti sowie in der deutsch-türkischen Redaktion der Deutschen Presse Agentur (DPA) gearbeitet. Yücel Sivri schreibt für diverse Zeitschriften, Zeitungen und Online-Redaktionen. Sivri war auch Mitarbeiter der in Hannover erscheinenden Kultur- und Gesellschaftszeitschrift Freitext.
Im Rahmen des zwischen der Alice Salomon Hochschule Berlin (ASH) und dem Zentrum für Europäische Studien der Akdeniz-Universität Antalya (AKVAM) realisierten bilingualen III. Forums deutsch-türkischer Wissenschaftskooperation 2014 mit dem Schwerpunkt “Diversität in Gesellschaft, Gesundheit und Bildung” war er als Koordinator, Dolmetscher und Übersetzer tätig. Bei einem weiteren bilateralen Projekt organisierte er 2014 und 2015 in Antalya und Berlin Workshops zur bilingualen frühkindlichen Bildung mit und beteiligte sich an der Abfassung eines curricularischen Modulkorpusses für deutsch-türkischen Studiengang für bilinguale frühe Bildung. Yücel Sivri hat mit dem Thema Studien zur mitteldeutschen Orientliteratur des späten 12. und frühen 13. Jahrhunderts am  Beispiel der Versepen Graf Rudolf und Herzog Ernst. Ein Beitrag zu interkulturellen Auseinandersetzungen im Hochmittelalter im Mai 2015 promoviert. Sivri schreibt auch germanistisch-geschichtswissenschaftliche Aufsätze und Rezensionen, u. a. für die Zeitschrift für deutsches Altertum und deutsche Literatur (ZfdA) und literaturkritik.de.

## Schriften (Auswahl)

### Eigenständige Werke
- Saatçi Parmakları Vardır Hazzın, Yabanel Yayınları, Berlin 1985
- Düşdökümü, Belge Yayınları, Istanbul 1992
- Bunker'den, Şiiratı Yayınları, Istanbul 1994
- Mitteldeutsche Orientliteratur des 12. und 13. Jahrhunderts. Graf Rudolf und Herzog Ernst. Ein Beitrag zu interkulturellen Auseinandersetzungen im Hochmittelalter, in: Kultur, Wissenschaft, Literatur, Band 28. Peter Lang Verlag, Frankfurt am Main 2016.
- Die transkontinentale Wahrnehmung des Fremden und das christliche Türkenbild. Eine literarisch-historische Studie der spätantiken und mittelalterlichen Quellen, in: Kulturgeschichtliche Beiträge zum Mittelalter und zur frühen Neuzeit, Band 8, Peter Lang Verlag, Berlin 2018.[1]

### Rezensierte eigenständige Werke
Mitteldeutsche Orientliteratur des 12. und 13. Jahrhunderts. Graf Rudolf und Herzog Ernst:
- Rezensiert von Dina Aboul Fotouh H. Salama, in: JIG – Jahrbuch für Internationale Germanistik, vol. 51, 1 (2019), S. 241–247.
- Rezensiert von Ralf G. Päsler, in: ZfdA – Zeitschrift für deutsches Altertum und deutsche Literatur, vol. 149, 2 (2020), S. 273–274.

Die transkontinentale Wahrnehmung des Fremden und das christliche Türkenbild:
- Rezensiert von Albrecht Fuess, in: ZfdA – Zeitschrift für deutsches Altertum und deutsche Literatur, vol. 151, 3 (2022), S. 419–425.

### Übersetzungen
- Enis Batur, Sarnic (Zisterne), Berlin 1990.
- Enis Batur, Kandil (Kandela), Berlin 1992.
- Murathan Mungan, Metal (Metal), Berlin 1994.
- Lale Müldür, Kuzey Defteri (Nordbuch), Berlin, 1995.
- 90 Dakikada Hegel (Biographie von Georg Wilhelm Friedrich Hegel), Istanbul 1997
- 90 Dakikada Konfüçyus (Biographie von Konfuzius), Istanbul 1998.
- Seçme Eserler (Aus dem Gesammelten Werk von Gottfried Benn), unveröffentlicht
- Dışavurumcu Savaş Şiirleri Antolojisi (Expressionistische Kriegsgedichte), unveröffentlicht
- Theda Borde; Erol Esen (Hg.): Deutschland und die Türkei, Diversität in Gesellschaft, Gesundheit und Bildung, Band III. Ankara 2015.
- Theda Borde; Erol Esen (Yay.): Türkiye ve Almanya. Toplum, Sağlık ve Eğitimde Çeşitlilik, Bd. IV. Ankara 2015.
- Desiderius Erasmus: Deliliğe Övgü (Encomium Moriae). İş Bankası Kültür Yayınları, Hasan Ali Yücel Dizisi, No. 278, İstanbul 2016.

### Rezensionen
- Hans-Werner Goetz: Die christlich-abendländische Wahrnehmung anderer Religionen im frühen und hohen Mittelalter. Methodische und vergleichende Aspekte, (Wolfgang Stammler Gastprofessur für Germanische Philologie. Vorträge 23), Berlin/Boston 2013. Rez. v. Yücel Sivri, in: ZfdA 143, 4 (2014), S. 502–506.
- Paul M. Cobb: Der Kampf ums Paradies. Eine islamische Geschichte der Kreuzzüge. Aus dem Englischen von Michael Sailer, Darmstadt 2015. Rez. von Yücel Sivri, in: ZfdA 144, 4 (2015), S. 521–526.
- Jonathan Riley-Smith: Die Kreuzzüge. Aus dem Englischen übersetzt von Tobias Gabel und Hannes Möhring, Darmstadt 2015. Rez. von Yücel Sivri, in: Literaturkritik, Nr. 2, Februar 2017.
- Hermann Kulke: Das europäische Mittelalter – ein eurasisches Mittelalter? (Das mittelalterliche Jahrtausend 3), Berlin/Boston 2016. Rez. von Yücel Sivri, in: ZfdA 146,3 (2017), S. 384–388.
- Niels Brandt: Gute Ritter, böse Heiden. Das Türkenbild auf den Kreuzzügen (1095–1291), Köln/Weimar/Wien 2016. Rez. von Yücel Sivri, in: ZfdA 149, 2 (2020), S. 240–248.
- Antonia Durrer: Die Kreuzfahrerherrschaften des 12. und 13. Jahrhunderts zwischen Integration und Segregation. Zeitgenössische und moderne Stimmen im Vergleich (Mittelalter-Forschungen 51), Ostfildern 2016. Rez. von Yücel Sivri, in: ZfdA 150,1 (2021), S. 110–117.
- Falk Quenstedt: Mirabiles Wissen. Deutschsprachige Reiseerzählungen um 1200 im transkulturellen Kontext arabischer Literatur. Straßburger Alexander, Herzog Ernst, Reise-Fassung des Brandan (Episteme in Bewegung 22), Wiesbaden 2021, von Yücel Sivri, ZfdA 153, 2 (2024), S. 270–276